# Diritti LGBT in Togo
Nel Togo le persone LGBT sono perseguitate dal governo e non godono di nessun diritto fondamentale.

## Legge sull'attività sessuale tra persone dello stesso sesso
L'omosessualità è illegale all'interno del paese, con pene detentive che variano da uno a tre anni di carcere e multe che vanno da 100.000 a 500.000 franchi CFA (da $ 208 a $ 1.041).

## Condizioni di vita
Nessuna legge protegge le persone in base all'orientamento sessuale o all'identità di genere.

## Tabella riassuntiva
| Attività e relazioni sessuali legali                                                  | (la pena detentiva massima è di tre anni di carcere) |
| Parità dell'età di consenso                                                           | No                                                   |
| Leggi anti-discriminazione sul lavoro                                                 | No                                                   |
| Leggi anti-discriminazione nella fornitura di beni e servizi                          | No                                                   |
| Leggi anti-discriminazione in tutti gli altri settori (incluse le espressioni d'odio) | No                                                   |
| Matrimonio egualitario                                                                | No                                                   |
| Unione civile                                                                         | No                                                   |
| Step-child adoption                                                                   | No                                                   |
| Adozione                                                                              | No                                                   |
| Autorizzazione a prestare servizio nelle forze armate                                 |                                                      |
| Diritto di cambiare genere                                                            | No                                                   |
| Diritto di cambiare genere nei documenti                                              | No                                                   |
| Accesso alla fecondazione in vitro per le lesbiche                                    | No                                                   |
| Surrogazione di maternità                                                             | No                                                   |
| Permesso di donare il sangue                                                          | No                                                   |